# لاتا سابروال
لاتا سابروال Lataa Saberwal هي ممثلة هندية، السينما والتلفزيون، التي كانت تعمل أيضا في أفلام بوليوود. وقد لعبت دورا مساندا في أفلام بوليوود مثل فيفاه وإيشك فيشك. اشتهرت لاتا بدورها الحالي راجشري ماهيشواري في ماذا تسمي هذه العلاقة.

## الحياة الشخصية
في عام 2010، تزوجت من زميلها الممثل سانجيف سيث من العرض ماذا تسمي هذه العلاقة. في عام 2012، أعلنت حملها. في 16 مايو 2013، أنجبت ولدا.

## روابط خارجية
- لاتا سابروال على موقع IMDb (الإنجليزية)
- لاتا سابروال على موقع قاعدة بيانات الفيلم (الإنجليزية)
- لاتا سابروال على إنستغرام